# Romna
La Romna è un torrente che scorre in Lombardia, nella provincia di Bergamo. 

## Percorso
Nasce dal Monte di Sovere, nelle Alpi Orobie, e con un bacino idrografico pari a 21.52 km² è il principale corso d'acqua della val Gandino.
Nel suo tratto iniziale percorre la Valle Piana, stretta tra i monti Corno e Grione, per raggiungere quindi il centro abitato di Gandino, poco prima del quale riceve le acque dei torrenti che scendono dalle vallecole del monte Farno, quali la valle del Groaro e la valle d'Agro. 

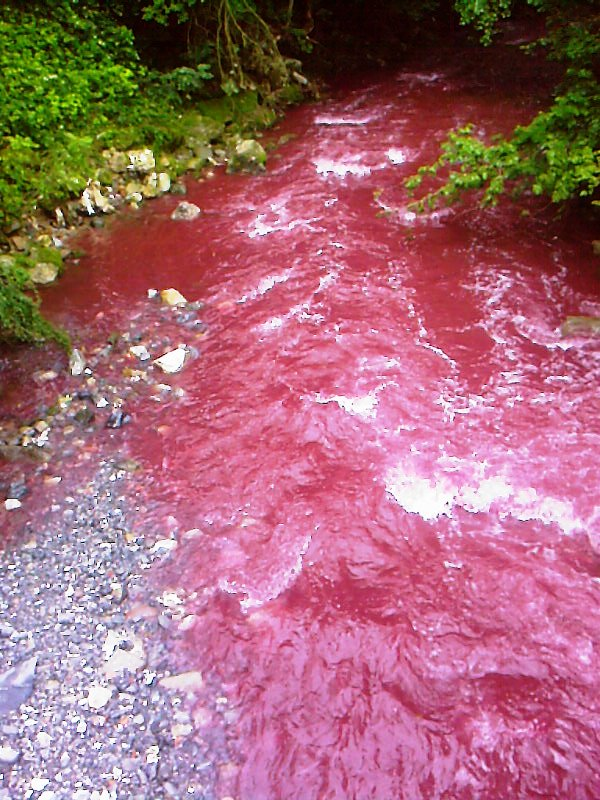
Esempio di colorazione assunta dal torrente l'11 giugno 2011

Segna la parte più a monte della val Gandino, dividendo amministrativamente il capoluogo gandinese con il comune di Peia. Entra quindi nel territorio di Leffe, dove riceve le acque del torrente Rino, e poi in quello di Cazzano Sant'Andrea. 
Infine giunge nei limiti amministrativi di Casnigo dove, nei pressi del centro sportivo consortile, ingloba il torrente Re. Nel suo ultimo tratto scorre a fianco della strada provinciale S.P.42 Fiorano-Gandino, lungo il fondovalle che porta allo sbocco in val Seriana. 
Dopo 12 km di corso confluisce da sinistra nel Serio a Casnigo, in località Baia del Re
Nel corso dei secoli, il torrente diede un enorme contributo allo sviluppo industriale della zona, con le sue acque che vennero sfruttate dagli opifici posti nella zona tra Peia e Gandino.
Tuttavia, a partire dalla seconda metà del XX secolo, fu al centro di un continuo e pesante inquinamento, causa degli scarichi del distretto industriale leffese, risultando uno dei torrenti più inquinati della provincia di Bergamo.